# Ложнослоник серый еловый
Ложнослоник серый еловый (лат. Anthribus nebulosus) — вид жесткокрылых из семейства ложнослоников.

## Описание
Жук длиной от 1,7 до 40 мм. Тело вальковатое: боковой край переднеспинки острый лишь в задней половине, впереди у вершины притуплён. Тело сплошь чёрного цвета, лишь иногда рыжеватое. Нечётные промежутки бороздок надкрылий с чередующимися чёрными и жёлто-серыми пятнами. Близок к долгоносикам. Насчитывается около 2200 видов, большей частью в тропиках. Некоторые виды полезны для хозяйства, т. к. поедают яйца червецов и щитовок. 

## Экология
Этот вид не поражает кору дерева, его личинки (имаго) питаются еловыми щитовками (Physokermes piceae) или грибом Apistporium pinophilum который произрастает в местах обитания щитовок. А сами личинки зимуют в подстилке.
На жизнестойкость дерева его деятельность влияния не оказывает и в целом вреда не приносит.

## Вариетет
- Anthribus nebulosus var. gavoyi Chobaut, 1922
- Anthribus nebulosus var. kuesteri (Reitter, 1916)